# Athyrium scandicinum
Athyrium scandicinum är en majbräkenväxtart som först beskrevs av Carl Ludwig Willdenow, och fick sitt nu gällande namn av Presl. Athyrium scandicinum ingår i släktet Athyrium och familjen Athyriaceae.

## Underarter
Arten delas in i följande underarter:
- A. s. bipinnata
- A. s. rhodesianum